# Kadinjani
Kadinjani (cyr. Кадињани) – wieś w Bośni i Hercegowinie, w Republice Serbskiej, w gminie Laktaši. W 2013 roku liczyła 461 mieszkańców.